# Ward Leonard
 (mai 2015).
Si vous disposez d'ouvrages ou d'articles de référence ou si vous connaissez des sites web de qualité traitant du thème abordé ici, merci de compléter l'article en donnant les références utiles à sa vérifiabilité et en les liant à la section « Notes et références ».

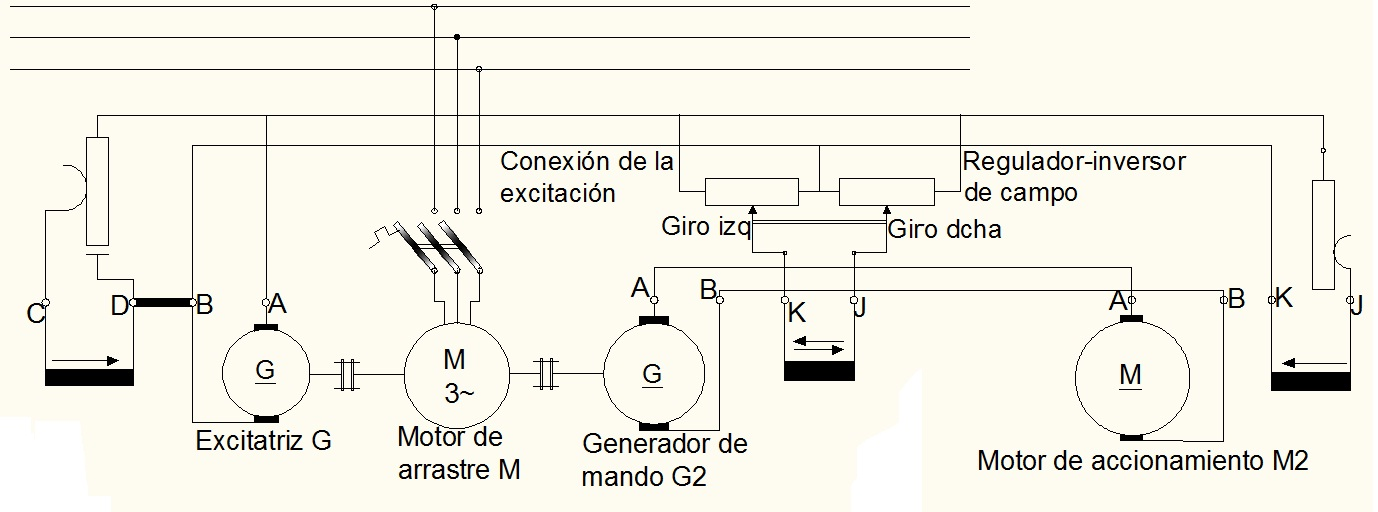
Schéma d'un système de moteur Ward-Leonard

Le groupe  Ward Leonard est un ensemble de plusieurs machines électriques dont la finalité est de contrôler aisément la vitesse et le sens de rotation d'un moteur électrique à courant continu de grande puissance (physique).
Il porte le nom de son inventeur Harry Ward Leonard

## Principe de fonctionnement
Un premier moteur entraine mécaniquement et à vitesse constante : 
- une génératrice de puissance (1)
- une petite génératrice d'excitation(2).

La génératrice de puissance alimente en courant continu le moteur de puissance (3) qui lui entraine l'élément mécanique dont on veut contrôler la vitesse et le sens de rotation.
En contrôlant l'excitation de la génératrice de puissance en sens et en intensité, on contrôle sa tension de sortie et en dernier ressort la vitesse et le sens de rotation du moteur de sortie (3).